# 白杨镇 (瑞昌市)
白杨镇，是中华人民共和国江西省九江市瑞昌市下辖的一个乡镇级行政单位。

## 行政区划
白杨镇下辖以下地区：
武山铜矿社区、黄桥村、檀山村、赤丰村、白杨村、郭桥村和连山村。